# Giovanni del Giglio
Giovanni del Giglio (Sassari, fine XV secolo – Sassari, 1554) è stato un pittore del Regno di Sardegna spagnolo, caposcuola di una corrente manierista nata e sviluppatasi nel nord Sardegna durante la prima metà del XVI secolo..

## Biografia
La prima menzione potrebbe essere del 1512, quando risulta che il frate Johanes de Liliis, giunse a Sassari da Roma come procuratore dell'arcivescovo Angelo Leonini per ripristinare l'ospedale di Santa Croce. Nonostante l'assonanza del nome, tuttavia, è molto difficile avere certezza della coincidenza della persona, primo perché il De Liliis era un frate, mentre il Del Giglio si sposò, secondo perché il frate non è mai menzionato come pittore, mentre Del Giglio sempre. Il 7 agosto 1522, Giovanni del Giglio presenzia in qualità di testimone al testamento di Giovanni Fontana, padre del celebre giurista Alessio Fontana, che ordinò che con i suoi averi venisse realizzato il retablo maggiore per la cattedrale di Sassari. Per il Capitolo di Ploaghe eseguì forse un retablo di cui avanzano la  Sacra Famiglia custodita presso la Casa Parrocchiale del paese, e forse, una Incredulità di San Tommaso (Sassari, Museo Sanna, Depositi). Dal 1532 al 1543 fece parte della confraternita dei Disciplinati della città di Sassari divenendone priore. Fu amministratore dell'Ospedale cittadino, gestito dalla Confraternita, per il di cui Oratorio (demolito nel 1824) eseguì, con aiuti, il retablo maggiore, rappresentante i Misteri della Passione di Cristo. Di questa importante ancona avanzano oggi due scomparti: la Crocifissione (Cannero, Parrocchiale) e una Salita al Calvario (Sassari, Museo Sanna, Depositi). Si sposò attorno al 1543 con Andreuccia Olives, sorella del famoso giurista Girolamo Olives, rimasta vedova del sarto Forteleoni de Cillara, il quale gli diede l'unica figlia Girolama, nata nel 1540; con Giovanni infatti non ebbe figli. Questo matrimonio gli permise di avvicinarsi al vescovo di Alghero Pedro Vaguer, del quale l'Olives era braccio destro, che ordinò probabilmente che fossero conclusi i retabli di Benetutti e Bortigali tra il 1549 ed il 1551. Questi ultimi, come probabilmente altri, furono completati o realizzati da altri pittori della sua scuola il cui principale esponente fu Pietro Giovanni Calvano, proveniente da Siena che fu pure suo socio in varie occasioni.

## La scuola
Altri pittori della sua scuola furono Antonio Campus, Giovanni Debasteriga, Leonardo de Serra e forse anche l'algherese Giovanni Spert. Il Giglio fu probabilmente a Cagliari tra il 1543 ed il 1546 con il Vaguer e l'Olives, che già aveva conosciuto nel 1535, in occasione forse del Parlamento. A lui si attribuisce il completamento, presso la bottega di Michele Cavaro, del retablo dei Beneficiati almeno nella Crocifissione (Cagliari, Museo del duomo), così come un piccolo Crocifisso e un San Sebastiano (Sassari, Museo Sanna).

## Lo stile
Lo stile di questo artefice, che influenzò notevolmente tutta la pittura del nord dell'isola almeno fino all'arrivo di Baccio Gorini nel 1601, risente della lezione dei primi manieristi toscani come Rosso Fiorentino e Pontormo, ma anche dell'influsso di Raffaello e Michelangelo dai quali riprende, attraverso incisioni, diverse scene. L'aspetto cromatico e la tecnica delle sue opere testimoniano la conoscenza della pittura di Alonso Berruguete che secondo Roberto Longhi fu tra i comprimari del manierismo a Firenze.

## Opere autografe
- Crocifisso (1520-30), disegno su carta (Firenze, Uffizi)
- Retablo di Santa Croce (1535-43), olio su tavola. Già presso la chiesa di Santa Croce (demolita nel 1824), venne trasportato scomposto presso la Chiesa della Trinità a Sassari. Attualmente si conservano due scomparti: la Salita al Calvario (Sassari, Pinacoteca Nazionale) e la Crocifissione (Cannero, Parrocchiale).
- Crocifisso tra i ladroni (1543 circa), olio su tavola. Scomparto alto del Retablo dei Beneficiati (Cagliari, Museo Diocesano)
- Retablo di Ploaghe (1553[senza fonte]), olio su tavola. Già presso la cattedrale di Ploaghe, avanza solo lo scomparto della Sacra Famiglia con San Giovannino (Ploaghe, Pinacoteca)

## Opere di bottega o di seguaci a lui prossimi
- Retablo di San Marco (1540-43), olio su tavola (Berchidda, Parrocchiale)
- Retablo della Madonna del Latte (1543 circa), olio su tavola (Ardara, Basilica di Santa Maria del Regno)
- Retablo di Santa Anastasia (1549 circa), olio su tavola, (Tonara, Collezione Comunale)
- Retablo di Sorres (1549 circa), scomparso[senza fonte]
- Retablo della Trinità (1577), olio su tavola (Tula, Chiesa di Nostra Signora di Coros)